# Hermann Oberth
Hermann Oberth, född 25 juni 1894 i Hermannstadt, Siebenbürgen, Österrike-Ungern (idag Rumänien), död 28 december 1989 i Nürnberg, var en tysk fysiker. Han var en av grundarna av den vetenskapliga rakettekniken.

## Biografi
Hermann Oberth räknas tillsammans med Konstantin Tsiolkovskij och Robert Goddard till pionjärerna inom rymdforskningen. Hermann Oberth framlade 1923 principerna för raketdrift i rymdens vakuum i skriften Raketen i den interplanetära rymden. Han beskrev i detalj en raket kallad Modell B som inspirerade många raketentusiaster. Han var med och startade upp den rymdfärdsförening, Verein für Raumschiffahrt, som senare skulle mynna ut i den grupp av raketforskare som verkade i Peenemünde i Tyskland. Oberth var från 1927 medlem i Verein für Raumschiffahrt.
Oberths arbete bildade stommen för den första generationen av tyska raketforskare och rymdpionjärer där bland andra Wernher von Braun och Helmut Gröttrup ingick. Dessa arbetade i sin tur med det tyska V2-programmet under andra världskriget som gav betydelsefull kunskap till både det amerikanska och sovjetiska rymdprogrammet efter andra världskriget. 1941-1943 arbetade Oberth vid Heeresversuchsanstalt i Peenemünde och framtagandet av raketen V-2 men hans deltagande inskränktes av att han sågs som en utlandstysk (Auslandsdeutscher). Från 1954 verkade Oberth i USA.
Hans mest kända verk är Die Rakete zu den Planetenräumen (1923) och Wege zur Raumschiffahrt (1929).

## Utmärkelser
Asteroiden 9253 Oberth är uppkallad efter honom.

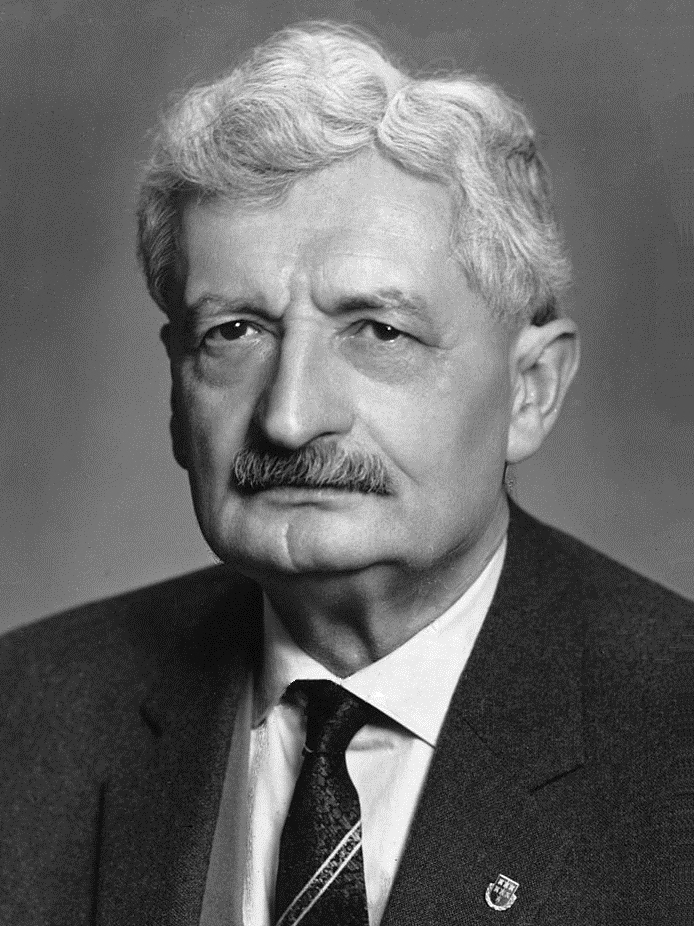
Hermann Oberth.
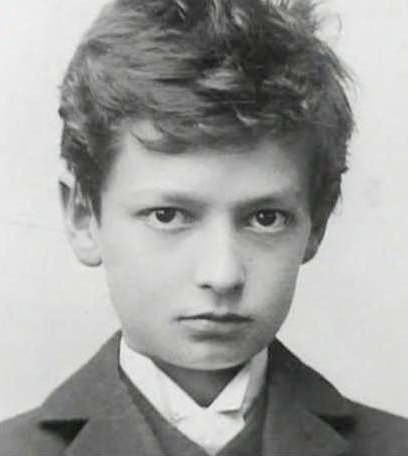
Herman Oberth som ung pojke (1901).